# Armata confederata del Mississippi
Armata del Mississippi fu il nome ricevuto da un'armata confederata per volere del generale Albert S. Johnston nelle fasi che portarono alla battaglia di Shiloh.
Caduto Johnston il 6 aprile 1862 a Pittsburg Landing, gli successe al comando dell'Armata il generale Pierre Gustave Toutant de Beauregard che riuscì, con uno stratagemma, a salvare i suoi uomini posti sotto assedio a Corinth dopo la ritirata da Shiloh. Tuttavia, verso la metà di giugno, il presidente confederato Jefferson Davis approfittò di una licenza per malattia di Beauregard per sostituirlo con il generale Braxton Bragg. Una scelta che il tempo s'incaricherà di dimostrare non propriamente felice.
Nel dicembre 1863 il tenente generale Leonidas Polk - che era succeduto a John Clifford Pemberton - assunse il comando del Dipartimento dell'Alabama, Mississippi e Louisiana Orientale. A sua disposizione aveva due divisioni di cavalleria e circa 20.000 uomini che avevano combattuto contro il maggior generale William T. Sherman in Mississippi nel corso dell'inverno del 1864. In maggio Polk le unì all'Armata del Tennessee per contrastare l'avanzata di Sherman su Atlanta (Georgia) e chiamò questa forza così combinata  Armata del Mississippi.
Polk cadde a Pine Mountain (Georgia) il 14 giugno e a lui succedette il tenente generale Alexander P. Stewart. Il 26 luglio, l'Armata del Mississippi fu aggregata all'Armata del Tennessee come "Corpi di Stewart", più tardi al comando del maggior generale Edward Cary Walthall.

## Collegamenti
- Albert S. Johnston
- Pierre Gustave Toutant de Beauregard
- John Clifford Pemberton
- Edward Cary Walthall